# Польманн, Вильгельм
Вильгельм Польманн (нем. Wilhelm Pohlmann, 1928—2000) — немецкий пожарный и политик.

## Биография
После окончания начальной школы и частного колледжа получил коммерческое образование, затем переквалифицировался на слесаря и с 1949 по 1953 год работал шахтёром. В 1946 устроился на работу в IG Metall, а с 1953 присоединился к ÖTV. Затем работал в пожарной части родного города Херне в 1953, сдал экзамен на повышение в пожарной службе в 1968, и был главой профессиональной пожарной команды города в 1974—1975 годах. Умер в 2000 в результате лёгочной эмболии, похоронен на Южном кладбище в родном городе.

## Политика
Вступил в СДПГ в 1946, был председателем Союза молодых социалистов и социалисток «Юзос» в своём городе с 1955 по 1963, председателем районной ассоциации СДПГ с 1971 по 1974, и председателем подрайона СДПГ с 1974. Являлся членом парламента земли Северный Рейн-Вестфалия с 1970 по 1990 и был представителем по внутренней политике парламентской группы СДПГ с 1975. С 1984 по 1994 был членом городского совета Херне, занимал пост мэра с октября 1984 по октябрь 1994 года. За время его правления были установлены побратимские отношения с Кониным, Белгородом и Лютерштадтом-Айслебеном.